# Estadio Centenario (Los Mochis)
El Estadio Centenario se ubica en la ciudad de Los Mochis, Sinaloa, México. El estadio Centenario se inauguró el 29 de septiembre de 2004 para la temporada de Apertura 2004, en el partido disputado entre Tigrillos-Broncos contra Correcaminos UAT, en un partido que terminó empatado a un gol. Así se disputó el primer partido oficial de Liga de Campeones (Champions League) en la ciudad.
Contará con una capacidad para 15 000 personas en su totalidad. Se encuentra dividido por sector oriente y sector poniente, contando en ambos lados con cómodas instalaciones para nuestros aficionados. Cuenta también con su área de palcos, contando con aire acondicionado y baños exclusivos.
Actualmente es la casa de los Murciélagos Fútbol Club, equipo de la Serie A de México. También funge como sede temporal del Pacific Fútbol Club, hasta su traslado a la ciudad de Mazatlán, previsto para el año 2019.
Desde 2020 y 2023, el estadio se encuentra en el abandono, en ruinas y en malas condiciones que el estadio se convirtió en elefante blanco.